# Eino Örnfeldt
Eino Örnfeldt, född 16 juli 1968 i Uppsala. är en svensk ämbetsman, från maj 2021 generaldirektör för Universitets- och högskolerådet (UHR).
Örnfeldt studerade åren 1990–1994 vid Uppsala universitet, där han tog en pol mag som kompletterats med studier i engelska och EU-frågor vid University of Surrey i Storbritannien samt studier i internationell säkerhet vid Saint Andrews-universitetet i Skottland. 1994–1995 var han forskningsassistent vid Totalförsvarets forskningsinstitut (FOI) och åren 1995–1997 hade han samma befattning vid Försvarshögskolan, där han 2004 också genomgick högre nationell underrättelseutbildning. Åren 2005–2006 läste han Företagsledarprogrammet vid Handelshögskolan i Stockholm.
Eino Örnfeldt arbetade åren 1997–2001 vid Försvarsdepartementet, bland annat som sekreterare i Försvarskommissionen. Åren 2001–2007 var han avdelningschef inom Försvarsmakten. Åren 2007–2014 innehade han flera chefspositioner vid Utbildningsdepartementet – bland annat som ordförande i organisationskommittén för inrättandet av Stockholms konstnärliga högskola – och var sedan högskoledirektör vid Försvarshögskolan innan han 2017 utsågs till universitetsdirektör vid Stockholms universitet och i den rollen även var styrelseledamot och ordförande för Ladokkonsortiet.   
Den 24 mars 2021 utsåg regeringen Eino Örnfeldt till ny generaldirektör och chef för Universitets- och högskolerådet, med tillträde 3 maj 2021.
Örnfeldt är gift med Anna Wieslander. Paret har två barn.